# Tom Dennis
Tom Dennis, cuyo nombre completo era Thomas Arthur Dennis (Nottingham, 1882-Nottingham, enero de 1940), fue un jugador de billar inglés y snooker inglés.

## Biografía
Nació en la ciudad inglesa de Nottingham en 1882. Llegó a la final del Campeonato Mundial de Snooker en cuatro ocasiones (1927, 1929, 1930 y 1931), pero en todas ellas perdió ante Joe Davis. Falleció en su ciudad natal en 1940.